# Josef Ladislav Jandera
Josef Ladislav Jandera (latinsky Joseph Ladislaus Jandera; 19. února 1776 Hořice – 27. července 1857 Praha) byl katolickým knězem, teologem a profesorem matematiky na pražské Karlově univerzitě, jejímž rektorem se stal v roce 1828. Byl členem premonstrátského řádu.

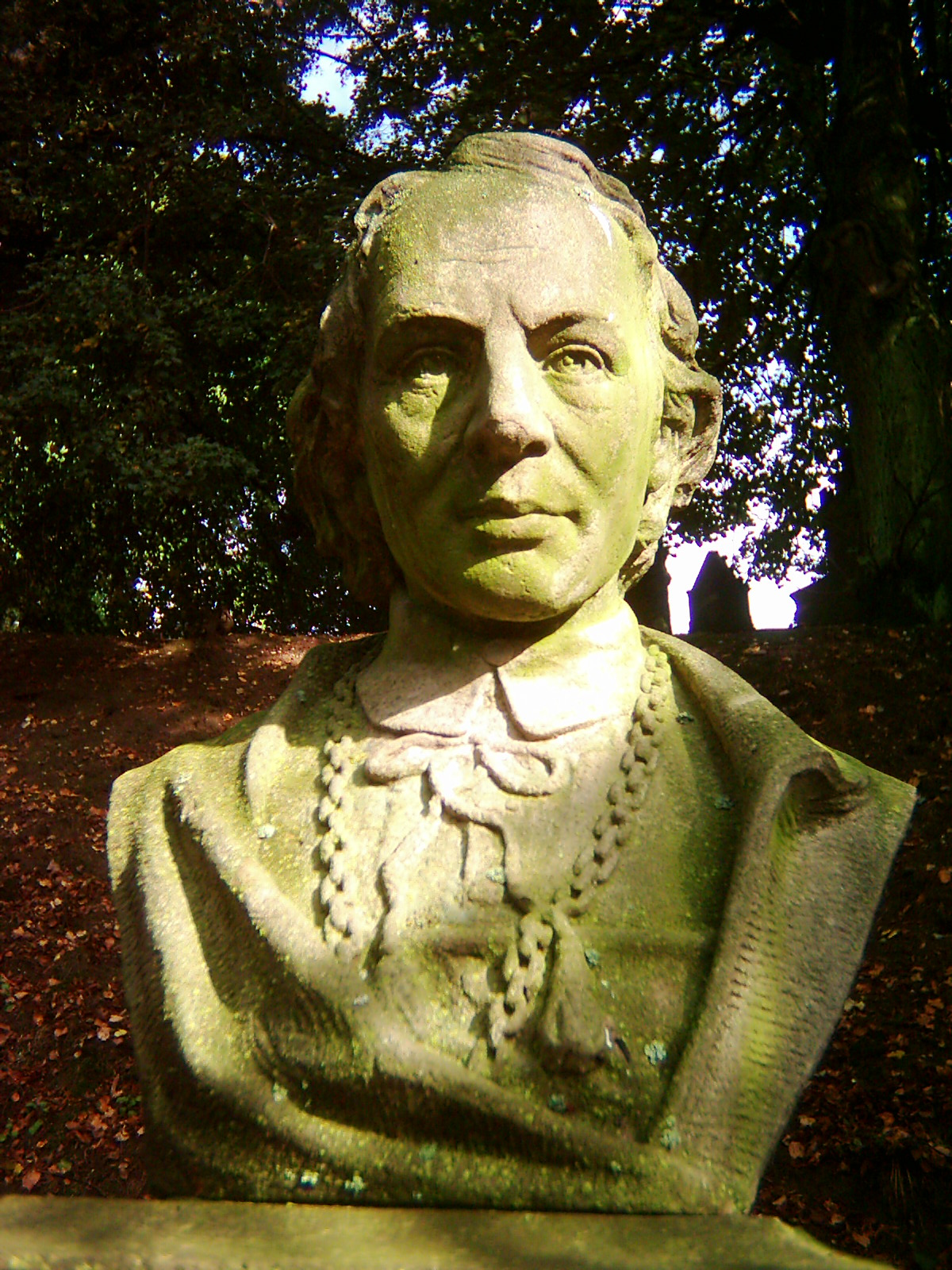
Janderova busta v Hořicích

## Život
Navštěvoval jezuitskou školu v Hradci Králové a poté začal studovat teologii. V roce 1800 vstoupil do premonstrátského řádu v Praze na Strahově. Roku 1802 byl vysvěcen na kněze. Věnoval se dále studiu filosofie a matematiky na Karlo-Ferdinandově univerzitě, kde roku 1804 promoval jako doktor filosofie. Roku 1805 byl jmenován nástupcem svého učitele Stanislava Vydry na katedře matematiky. Na počest jeho předchůdce se konala 20. července 1816 vzpomínková slavnost s Janderovým proslovem „Rede zur Gedächtnissfeyer des hochwürdigen Herrn Stanislaus Wydra“, jejíž text byl otištěn v témže roce v pražském nakladatelství Gottlieb Hasse. V akademickém roce 1828 zastával Jandera funkci rektora Karlovy univerzity.
Za své vědecké a pedagogické úspěchy získal Jandera mnoho ocenění a vyznamenání. Kromě jiného byl členem i Královské české společnosti nauk. Město Praha jej jmenovalo v roce 1855 svým čestným občanem. Ve stejném roce se stal čestným občanem i v rodných Hořicích.
Zemřel roku 1857 v Praze. Pohřben byl na Malostranském hřbitově.

## Monografie
- Prima calculi exponentialis elementa nova partim methodo in usum auditorum suorum proposita. Praha: Caspar Widtmann, 1812. (latina)[4]
- Beiträge zu einer leichteren und gründlicheren Behandlung einiger Lehren der Arithmetik. Praha: Geržabek, 1830. (němčina)
- Uiber Miletin in Böhmen. Ein topographisch-historischer Versuch. Praha: Gottlieb Haase Söhne, 1830. (němčina)[5]